# Voorden van de Isen
De Voorden van de Isen (Sindarijns: Ethraid Engrin) is een fictieve locatie in de werken van J.R.R. Tolkien
De rivier de Isen komt uit de Hithaeglir en stroomt door het Tovenaarsdal bij Isengard en vanuit daar naar het zuiden. Tussen Isengard en de Hoornburg, ongeveer twee keer zo ver van Isengard als van de Hoornburg bevindt zich een van de weinige doorwaardbare plaatsen in de rivier. Op deze plek bevond zich het centrum van de oorspronkelijke verdedigingslinie van Gondor, die verder uit de beide genoemde forten bestond.
Nadat de Gondoriaanse provincie Calenardhon was overgedragen aan de Rohirrim was Isengard onder Gondoriaans gezag gebleven. De Voorden waren daardoor samen met Súthburg, zoals de Hoornburg aanvankelijk genoemd werden, de belangrijkste oostelijke verdediging van Rohan.
Ten westen van de rivier waren twee aarden forten opgetrokken, omdat van die kant de dreiging werd verwacht. Ten westen van de rivier woonden Donkerlanders, die, net als alle aan hen verwante volken, uit de streken in het oosten waren verdreven door de Rohirrim.

## De Oorlog van de Ring
In het jaar 3019 van de Derde Era vond bij de Voorden twee slagen van de Oorlog om de Ring plaats.

### Eerste Slag van de Voorden van de Isen
De legers van Saruman waren Rohan binnengetrokken en vielen de Voorden van twee kanten aan. Het was de Rohirrim duidelijk dat Saruman zijn legers bij Isengard de rivier kon laten oversteken, waardoor de Voorden in feite hun strategische waarde hadden verloren. De slag werd gewonnen, mede omdat Sarumans legers de strijd staakten omdat hun doel van de slag was bereikt: Théodred, zoon van koning Théoden, was dodelijk verwond.
De overlevenden van Isengard die naar het zuiden vluchtten werden door de Wozen aangevallen.

### Tweede Slag van de Voorden van de Isen
De Tweede Slag was een inleiding op de Slag om de Hoornburg nadat Saruman zijn hele leger stuurde om Rohan binnen te vallen. De slag werd verloren maar de meeste van de Rohirrim ontkwamen en werden door Gandalf en Erkenbrand verzameld en naar de Slag om de Hoornburg geleid. Deze versterkingen gaven de doorslag in de strijd.

## In de films
In de extended versie van Peter Jacksons The Lord of the Rings: The Two Towers is de scène te zien waar Théodred wordt gevonden na de slag. Hij overlijdt in de film echter niet bij de Voorden maar wordt nog levend naar Edoras gebracht en overlijdt aldaar.
Zie ook: Lijst van koningen van Rohan